# Melanolycaena microgyris
Melanolycaena microgyris är en fjärilsart som beskrevs av Atuhiro Sibatani 1974. Melanolycaena microgyris ingår i släktet Melanolycaena och familjen juvelvingar. Inga underarter finns listade i Catalogue of Life.